# پراگ ۲
پراگ ۲ (به لاتین: Prague 2) یک منطقهٔ مسکونی در جمهوری چک است که در پراگ واقع شده‌است. پراگ ۲ ۴٫۱۹ کیلومتر مربع مساحت و ۴۸٬۹۱۸ نفر جمعیت دارد.